# Liste der denkmalgeschützten Objekte in St. Veit in Defereggen
Die Liste der denkmalgeschützten Objekte in St. Veit in Defereggen enthält die 6 unbeweglichen denkmalgeschützten Objekte der Gemeinde St. Veit in Defereggen.

## Denkmäler
| Foto  |                 | Denkmal                                                                                | Standort                                                    | Beschreibung | Metadaten |
| ----- | --------------- | -------------------------------------------------------------------------------------- | ----------------------------------------------------------- | --- | --- |
| ja    | Datei hochladen | Paarhof Jörgeles (ehem. Gerichtshaus) HERIS-ID: 6813 Objekt-ID: 2696 TKK: 17543, 34717 | Bruggen 20 Standort KG: St. Veit in Defereggen              | Der Paarhof Jörgeles ist ein Osttiroler Paarhof im Ortsteil Bruggen. Die Hofstelle wurde erstmals 1592 urkundlich als genannt und war ein Beutellehen der Herrschaft Windisch Matrei. Das Wohnhaus stammt im Kern aus dem 16. Jahrhundert und verfügt über Umbauten aus dem 19. Jahrhundert. Das Wirtschaftsgebäude wurde vermutlich im 19. Jahrhundert errichtet. | BDA-Hist.: Q37931904 Status: Bescheid Stand der BDA-Liste: 2025-06-30 Name: Paarhof Jörgeles (ehem. Gerichtshaus) GstNr.: 2279, 2280 Bruggen 20 (St. Veit in Defereggen) |
| ja    | Datei hochladen | Freiheitskämpferdenkmal HERIS-ID: 6812 Objekt-ID: 2695 TKK: 17532                      | bei Görtschach 47 Standort KG: St. Veit in Defereggen       | Das Freiheitskämpferdenkmal im Ortsteil Zotten wurde 1909 an der Durchfahrtsstraße zum Gedenken an den Kampf gegen die französische Besatzung 1809 errichtet. Es wurde nach einem Entwurf von Virgil Rainer als obeliskförmiges Monument mit eingelassenem Bronzerelief geschaffen, dass den hingerichteten Schützen Josef Taxer, Martin Unterkirchner und Peter P. Santner gedenkt.                                                                                      | BDA-Hist.: Q37931804 Status: § 2a Stand der BDA-Liste: 2025-06-30 Name: Freiheitskämpferdenkmal GstNr.: 2157 Freiheitskämpferdenkmal (St. Veit in Defereggen)            |
| ja    | Datei hochladen | Kapelle Mariae Heimsuchung HERIS-ID: 6811 Objekt-ID: 2694 TKK: 17538                   | Görtschach Standort KG: St. Veit in Defereggen              | Die Kapelle Mariae-Heimsuchung geht auf einen Vorgängerbau aus dem Jahr 1684 zurück, der 1805 umgestaltet und erweitert wurde. Den Hochaltar schuf der zweiten Hälfte des 19. Jahrhunderts August Valentin aus Brixen. Er enthält eine Kopie der Altöttinger „Schwarzen Madonna“ sowie je eine Figur des hl. Antonius von Padua und des hl. Franz von Assisi. | BDA-Hist.: Q37931638 Status: Bescheid Stand der BDA-Liste: 2025-06-30 Name: Kapelle Mariae Heimsuchung GstNr.: 2287 Zottenkirchl                                         |
| ja BW | Datei hochladen | Widum HERIS-ID: 6805 Objekt-ID: 2688 TKK: 115702                                       | Gsaritzen 11 Standort KG: St. Veit in Defereggen            | Der hölzerne Vorgängerbau wurde 1742/1743 durch einen zweigeschoßigen Mauerbau mit Satteldach ersetzt. | BDA-Hist.: Q37931036 Status: § 2a Stand der BDA-Liste: 2025-06-30 Name: Widum GstNr.: .169 Widum St. Veit in Defereggen                                                  |
| ja    | Datei hochladen | Altes Gemeindehaus HERIS-ID: 6806 Objekt-ID: 2689 TKK: 115703                          | Gsaritzen 12 Standort KG: St. Veit in Defereggen            | Das Gebäude wurde 1904 als Armenhaus erbaut. Es folgten vielfältige Nutzungen, unter anderem als Gemeindeamt, Schule und Bankfiliale. Das Haus wurde 2012 als Wohnhaus adaptiert, dabei außen im Originalzustand belassen. Das dreigeschoßige, unterkellerte Gebäude mit Walmdach hat eine regelmäßige Achsengliederung, die Fassaden sind durch gerade Putzfaschenrahmung strukturiert.                                                                                  | BDA-Hist.: Q37931158 Status: § 2a Stand der BDA-Liste: 2025-06-30 Name: Altes Gemeindehaus GstNr.: 2159 Altes Gemeindehaus (St.Veit in Defereggen)                       |
| ja    | Datei hochladen | Kath. Pfarrkirche hl. Vitus HERIS-ID: 6803 Objekt-ID: 2686 TKK: 18450                  | Gsaritzen 17, gegenüber Standort KG: St. Veit in Defereggen | Während eine Kirche in St. Veit erstmals 1313 urkundlich belegt ist stammen die ältesten Bauteile der heutigen Pfarrkirche aus dem späten 14. Jahrhundert. 1730/31 erfolgte eine großzügige Erweiterung des Kirchenbauwerks. Im Inneren haben sich Fresken aus dem späten 14. Jahrhundert und dem zweiten Viertel des 15. Jahrhunderts erhalten, das Altarbild des spätbarocken Hochaltars zeigt den heiligen Vitus mit seinem Erzieher Modestus und der Amme Creszentia. | BDA-Hist.: Q37930734 Status: § 2a Stand der BDA-Liste: 2025-06-30 Name: Kath. Pfarrkirche hl. Vitus GstNr.: .165, .166, 1096 Pfarrkirche St. Veit in Defereggen          |